# Folk Victorian

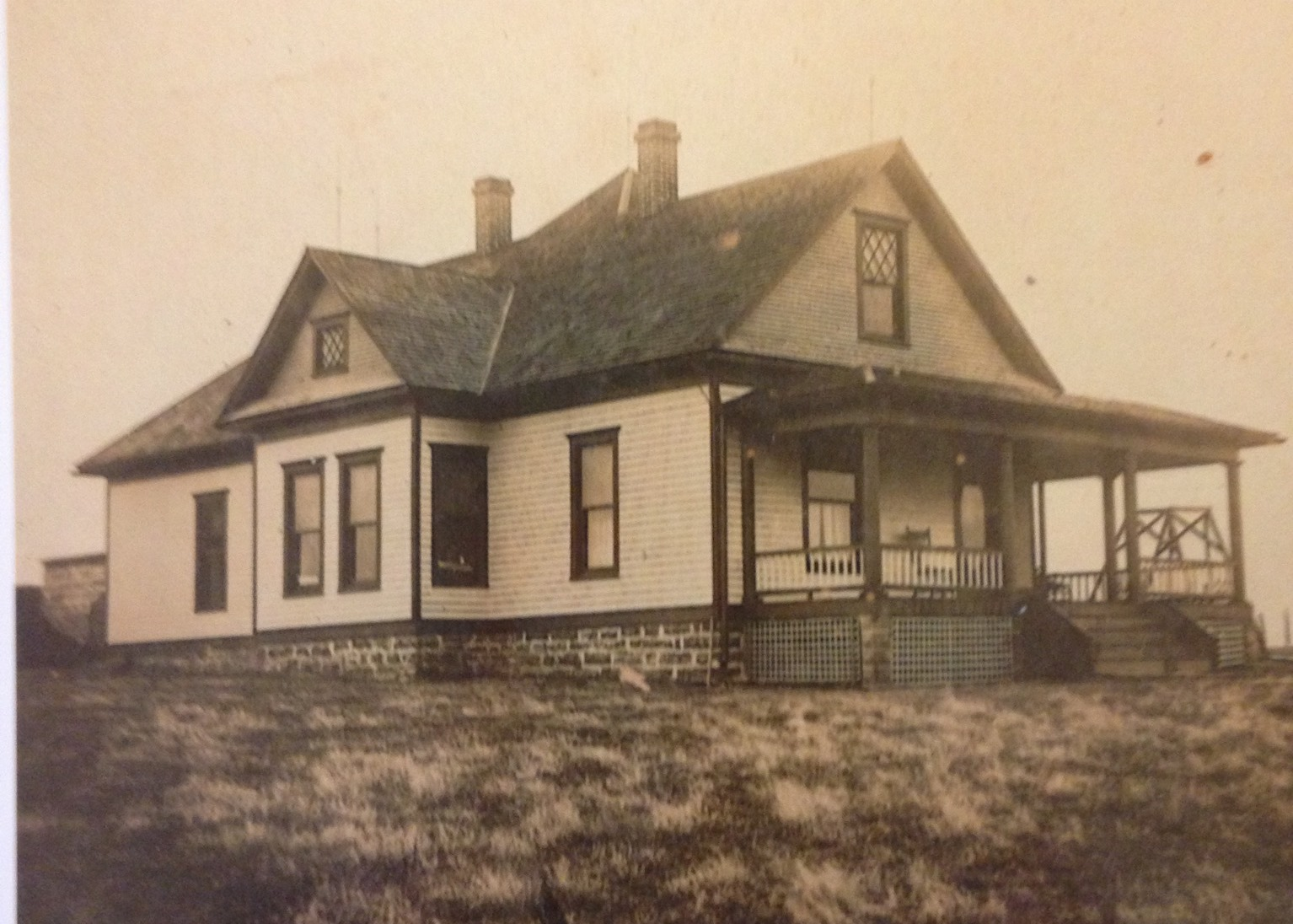
Una casa nel Midweste costruita nel 1904 in stile Folk Victorian

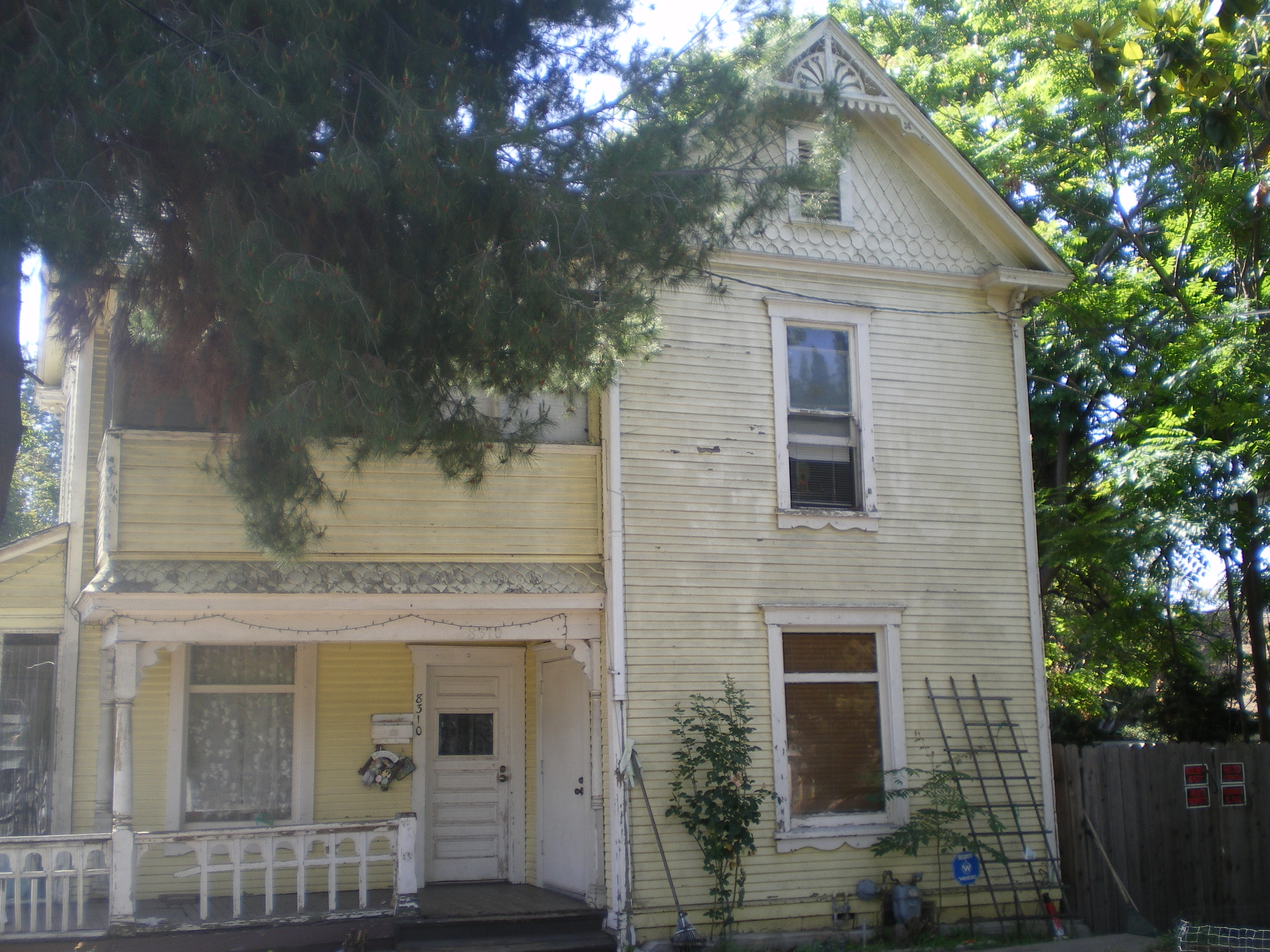
La Orin Jordan House a Whittier, California è un chiaro esempio di Folk Victorian.

Lo stile Folk Victorian è uno stile architettonico impiegato per diverse abitazioni private negli Stati Uniti tra il 1870 ed il 1910. Sottostile dello Stile Vittoriano inglese, se ne differenzia per essere meno elaborato e disporre di piani più regolari. Alcuni esempi ancora oggi presenti sono il Bacon Hotel, Albert Spencer Wilcox Beach House, Lost Creek Baltimore and Ohio Railroad Depot (1892), James B. Carden House (1885), Ephriam M. Baynard House ed il  Sibley's General Store (1899) nel Sibley's and James Store Historic District.